# Radio internetowe

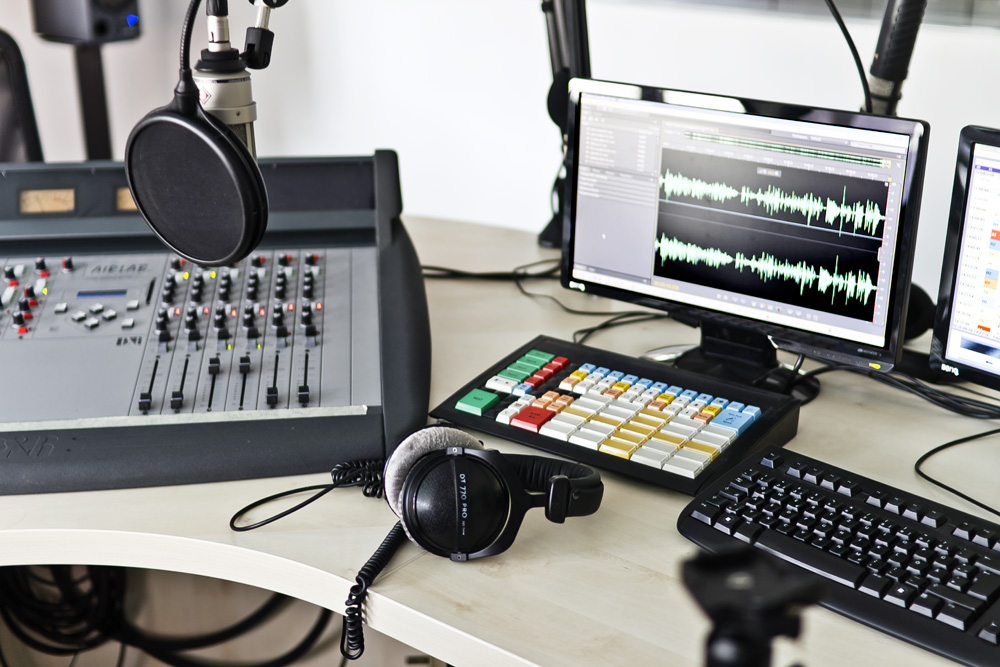

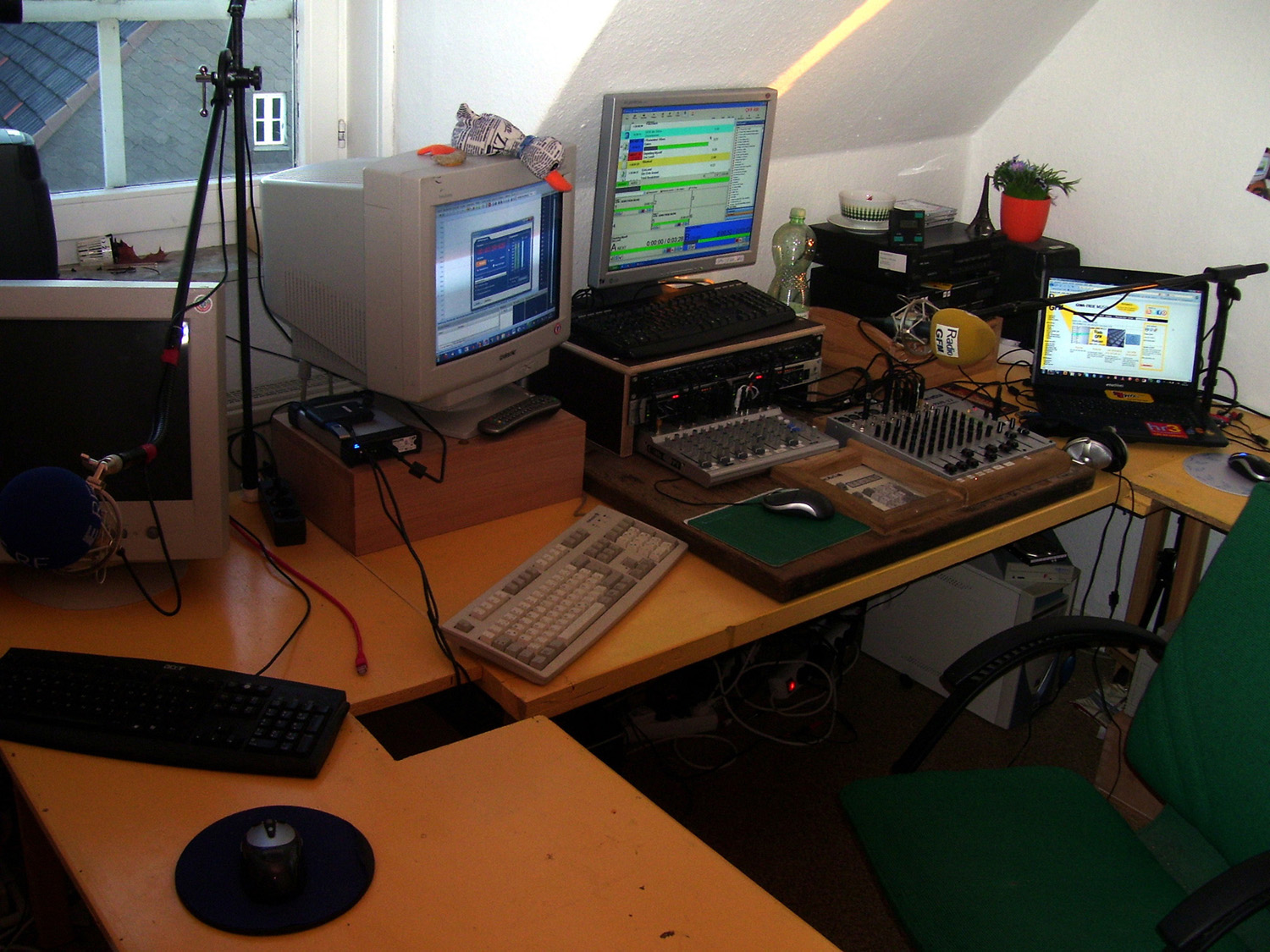
Internetowe studio radiowe w 2010 roku.

Radio internetowe – rozgłośnia cyfrowa, nadająca swoje audycje poprzez Internet, za pomocą przesyłania strumieniowego, zwykle w formacie MP3, Ogg Vorbis, RealAudio, AAC+ lub Windows Media Audio. Choć częste są amatorskie stacje internetowe, istnieją także ściśle sprofesjonalizowane rozgłośnie. Także tradycyjne stacje radiowe wykorzystują Internet jako dodatkowy kanał nadawczy. 

## Sytuacja rozgłośni internetowych w Polsce
Radio emitujące swój program wyłącznie drogą internetową nie musi w Polsce starać się o uzyskanie koncesji na nadawanie, a co za tym idzie uiszczać opłat dla Krajowej Rady Radiofonii i Telewizji. Nadawca takiej rozgłośni powinien zatroszczyć się o pozwolenie  na rozpowszechnianie utworów muzycznych. Nadawanie piosenek bez takiej zgody może skutkować karą do dwóch lat pozbawienia wolności i wysoką grzywną dla właściciela stacji. W celu legalnego odtwarzania muzyki w radiu, nadawca powinien podpisać umowy z podmiotami, którymi są:
- ZAiKS - Związek Autorów i Kompozytorów Scenicznych
- ZPAV - Związek producentów Audio Video
- SAWP - Stowarzyszenie Artystów Wykonawców Utworów Muzycznych i Słowno - muzycznych
- Związek Artystów Wykonawców STOART.

W podpisanych umowach musi być określona wysokość tantiem, jakie nadawca będzie uiszczał wytwórniom z tytułu praw autorskich. Część z pozyskanych w ten sposób środków trafia również do wykonawców.
Bogactwo dostępu do muzyki i podcastów poprzez serwisy streamingowe, możliwość korzystania z internetowej telewizji bez umów i stałych zobowiązań, istnienie serwisów internetowych typu YouTube, gdzie można samemu dobierać sobie treści z zakresu audio-video, dobrze rozwinięta sieć radia analogowego na większości terytorium w kraju i mnogość stacji powoduje, że wiele rozgłośni nadających za pośrednictwem Internetu to projekty mniej lub bardziej niszowe. Wśród tych radiostacji najwięcej jest takich, które nie zatrudniają żadnych dziennikarzy, ani prezenterów, a ich ramówkę stanowią wyłącznie playlisty z określonymi utworami, które odtwarzane są w kolejności losowej (sama tylko Grupa RMF nadaje w ten sposób ponad 100 stacji).
Prowadzenie radia wyłącznie drogą internetową bez zatrudnionych dziennikarzy nie generuje dużych kosztów. Są jednak stacje tego typu, które zatrudniają znanych dziennikarzy i posiadają regularną ramówkę. Takie rozgłośnie utrzymują się z reklam lub dzięki wsparciu finansowemu słuchaczy i różnych instytucji. Właściciele takich rozgłośni mając świadomość, że ich program dociera do stosunkowo niewielkiego grona odbiorców w porównaniu z tymi działającymi drogą analogową. Właściciele takich rozgłośni często decydują się w większym lub mniejszym stopniu na emitowanie audycji profilowanych o tematyce przeznaczonej dla węższego grona słuchaczy. Szczególny rozgłos tego typu rozgłośniom przyniosło przejście w 2020 roku do Radia Nowy Świat i Radia 357 dziennikarzy radiowej Trójki, w tym wielu osobistości znanych i pracujących przez dziesiątki lat w Polskim Radiu. 
Z badań przeprowadzonych pod koniec 2019 przez Track Kantar Polska wynika, że średnio drogą internetową (komputer, smartfon, odbiornik internetowy) radia słuchało niespełna 8% Polaków, w tym 6,5% z nich, czyli niecałe 2,5 miliona regularnie korzystało z Internetu w celu słuchania rozgłośni profilowanych lub niedostępnych drogą analogową. Rok później pracownia ponownie przeanalizowała słuchalność radia za pośrednictwem Internetu. Okazało się, że rozgłośni radiowych tą drogą słuchało ok. 7,5% Polaków, z czego prawie 6,1%, tj. ok. 1,9 miliona słuchało regularnie przez Internet stacji, które nie nadają na falach FM.